# Porsche 962
La Porsche 962 fut conçue en 1984 pour permettre à la marque allemande Porsche de participer au championnat américain IMSA GTP.
Elle diffère de la 956 par un empattement allongé de 12 cm de manière à loger le pédalier derrière l'axe des roues avant, disposition obligatoire en IMSA, et par un moteur simple turbo, le règlement interdisant l'utilisation d'un moteur bi-turbo. Sa première course fut les 24 Heures de Daytona (Floride) en février 1984, aux mains de Mario et Michael Andretti (pole position, puis abandon).
Elle devint ensuite 962 C avec l'adoption du moteur double turbo de la 956 et fit son apparition en championnat du monde des voitures de sport et aux 24 Heures du Mans 1985. Plusieurs 962 de course furent modifiées par la suite en voiture de route par différents préparateurs. La version la plus marquante fut la Dauer 962 LM qui permit l'homologation d'une version LM GT1, qui remporta les 24 Heures du Mans 1994 grâce à une interprétation assez libre du règlement.

## Développement

### Modifications
En raison du grand nombre de 962 produites, quelques équipes ont pris sur elles d'adapter l'automobile afin d'être plus en accord avec leurs besoins, ou bien de rester compétitif. Ces modifications incluent une nouvelle carrosserie afin d'avoir une meilleure efficience aérodynamique, tandis que d'autres équipes ont changé des éléments mécaniques. Le partenaire de longue date de Porsche, le Team Joest Racing, ont quant à eux lourdement modifié une paire de 962 pour le championnat IMSA GTP de 1993 afin d'être plus compétitif face à Jaguar, ces derniers obtiendront la victoire finale en course sprint sur le circuit Road America cette saison.

### 962 construites par des écuries privées

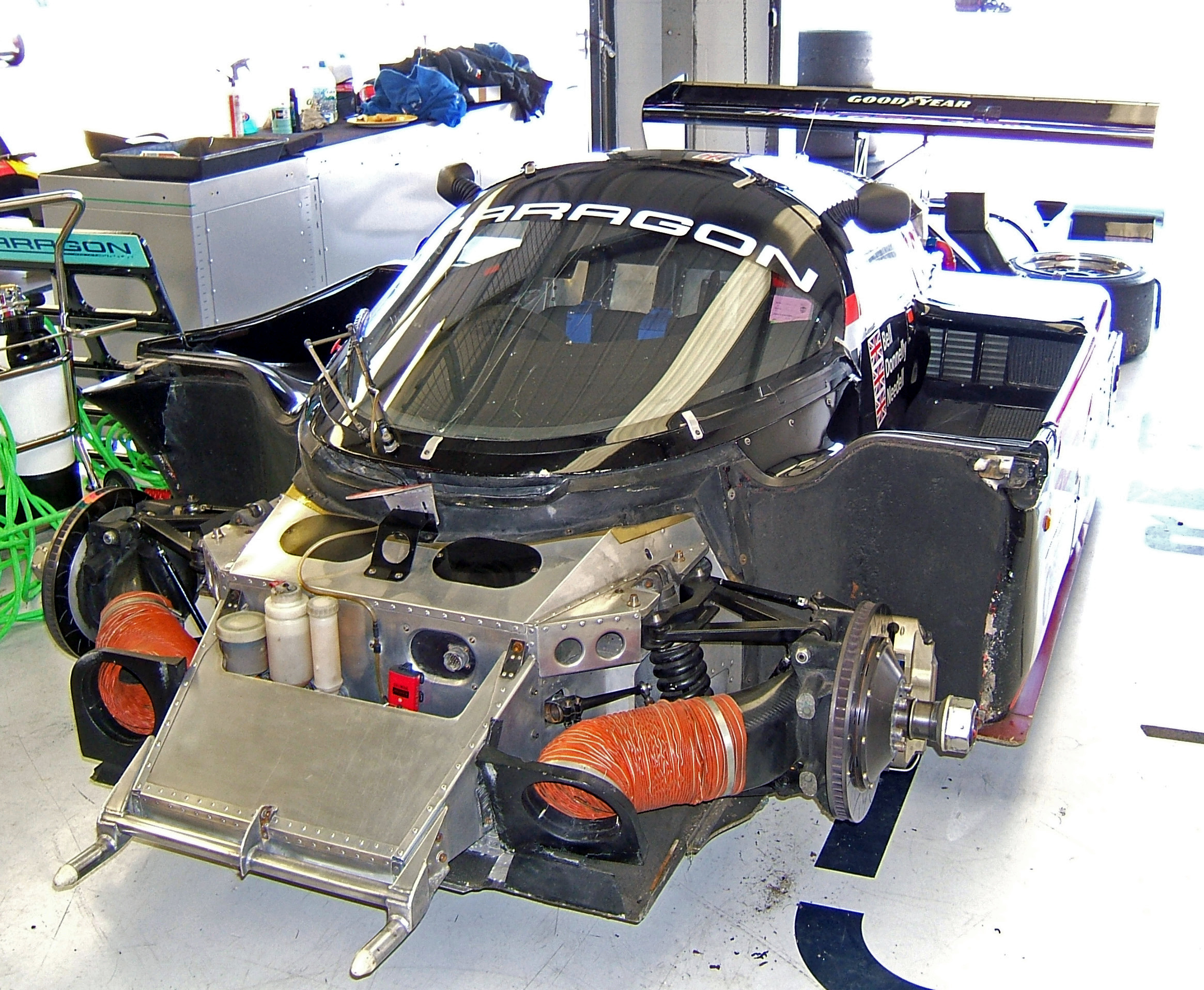
Vu sur une Porsche 962C GTis conçu par le Richard Lloyd Racing

Au-delà de modifications mineures, certaines écuries privées ont repensé l'ensemble de la voiture. Le plus gros problème de la 962 était le manque de rigidité du châssis en feuille d'aluminium, ce qui a conduit certaines écuries à concevoir un nouveau châssis, puis à acheter des composants à Porsche afin de compléter la voiture. Certaines voitures personnalisées avaient également une carrosserie unique. Certaines écuries proposeraient alors leurs 962 à d'autres écuries clientes.

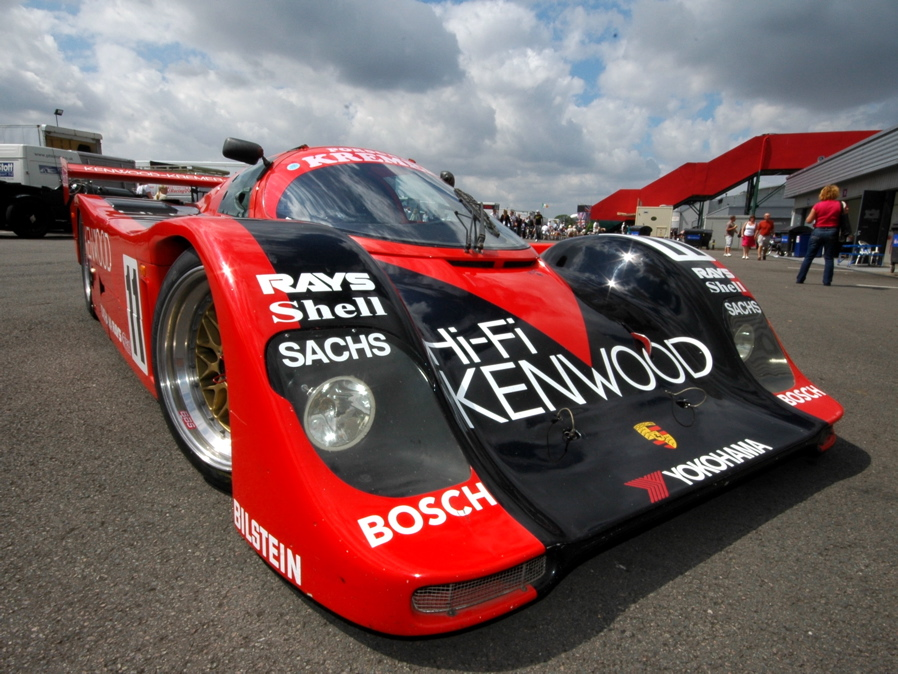
La Porsche 962CK6 conçue par le Kremer Racing

Parmi les 962 de construction privée les plus populaires, il y avait celles du Kremer Racing plus communément appelées «962 CK6». Le châssis d'origine en aluminium avait tout bonnement été remplacé par un châssis en fibre de carbone. Onze de ces voitures ont été construites et utilisé par le Kremer Racing et d'autres écuries. John Thompson a également conçu un châssis pour l'écurie suisse Brun Motorsport. Huit de ces voitures ont été construites et ont aidé l'écurie à prendre la deuxième place du Championnat du monde des voitures de sport en 1987. Thompson a également construit quelques années plus tard deux châssis pour l'écurie allemande Obermaier Racing. L'écurie britannique Richard Lloyd Racing s'est quant à elle tournée vers Peter Stevens et Nigel Stroud afin de développer cinq Porsche 962C GTi. Le châssis original en feuille d'aluminium avait été dans ce cas remplacé par un nid d'abeilles aluminium. 
L'ancien pilote d'usine Porsche Vern Schuppan a également construit cinq nouveaux châssis connus sous le nom de «TS962».

## Palmarès

### Titres
- Champion au championnat du monde des voitures de sport 1985.
- Champion au championnat du Japon de sport-prototypes 1985, 1986, 1987, 1988 et 1989.
- Champion au championnat IMSA GT catégorie GTP 1985, 1986 et 1987.
- Champion Interserie de Division I 1987 et 1989,

(« triple couronne » d'endurance anglo-saxonne en 1986 et 1987)

### Victoires en endurance
(31 succès, dont 8 sur 24 Heures)
- Victoire aux 480 kilomètres de Dijon 1989 (dernière victoire en Championnat du Monde d'Endurance)
- Victoire aux 24 heures de Daytona 1985, 1986, 1987, 1989 et 1991.
- Victoire aux 6 Heures de Watkins Glen 1984, 1985, 1986 et 1987.
- Victoire aux 12 Heures de Sebring 1985, 1986, 1987 et 1988.
- Victoire aux 1 000 kilomètres de Suzuka 1985, 1988 et 1989.
- Victoire aux 1 000 kilomètres de Fuji 1986, 1988 et 1989.
- Victoire aux 24 Heures du Mans 1986, 1987 et 1994.
- Victoire aux 1 000 kilomètres de Mugello 1985.
- Victoire aux 1 000 kilomètres de Monza 1985.
- Victoire aux 1 000 kilomètres de Silverstone 1985.
- Victoire aux 1 000 kilomètres de Hockenheim 1985.
- Victoire aux 1 000 kilomètres de Mosport 1985.
- Victoire aux 1 000 kilomètres de Brands Hatch 1985.
- Victoire aux 800 kilomètres de Selangor 1985.
- Victoire aux 6 Heures de Riverside 1986.
- Victoire aux 1 000 kilomètres de Spa 1986.
  - Pole position et 2e place finale aux 24 Heures du Mans 1988 (6e famille Andretti).

## Galerie

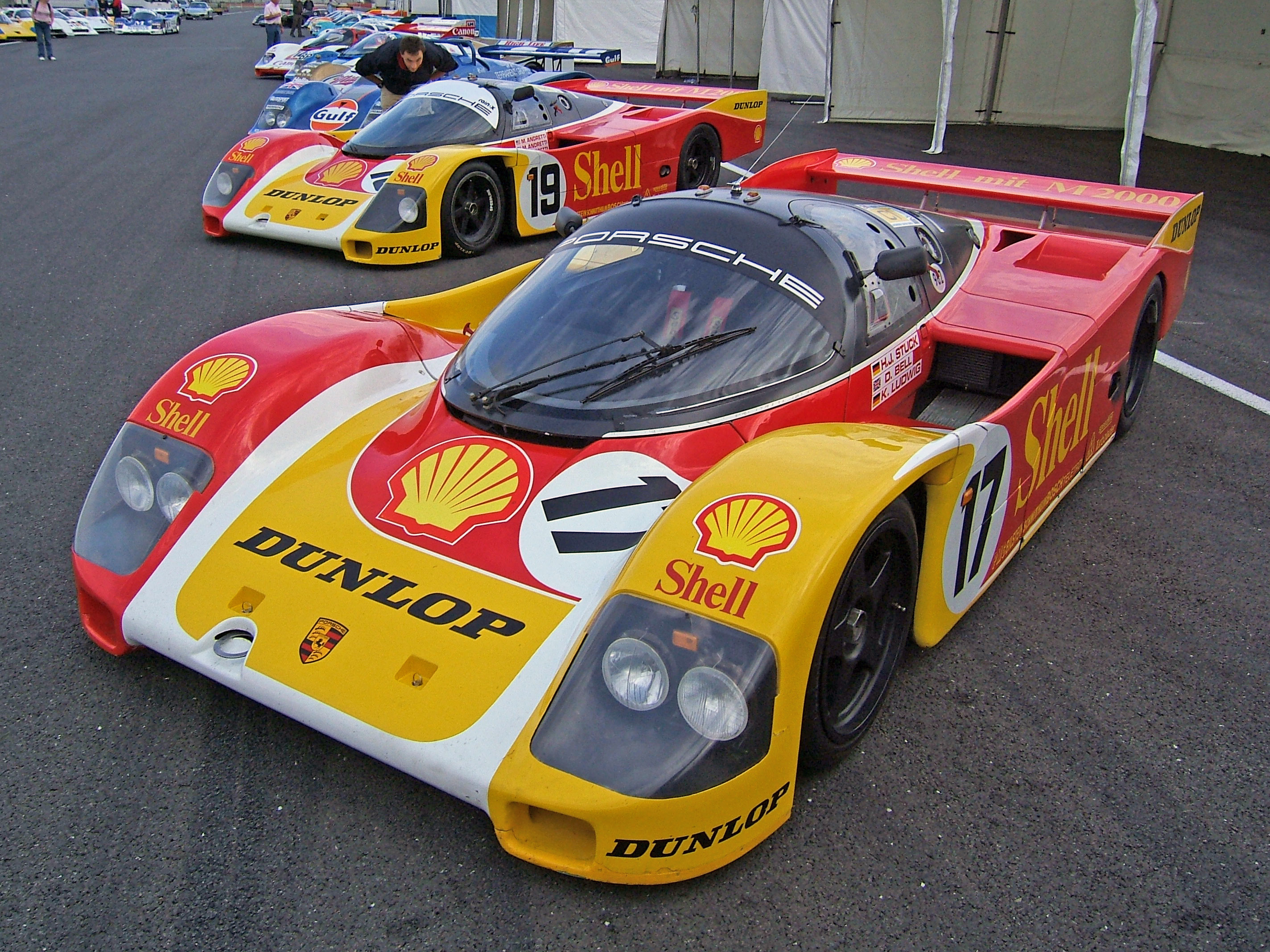
Les Porsche 962C classées 2e (premier plan) et 6e (second), lors des 24 Heures du Mans 1988.
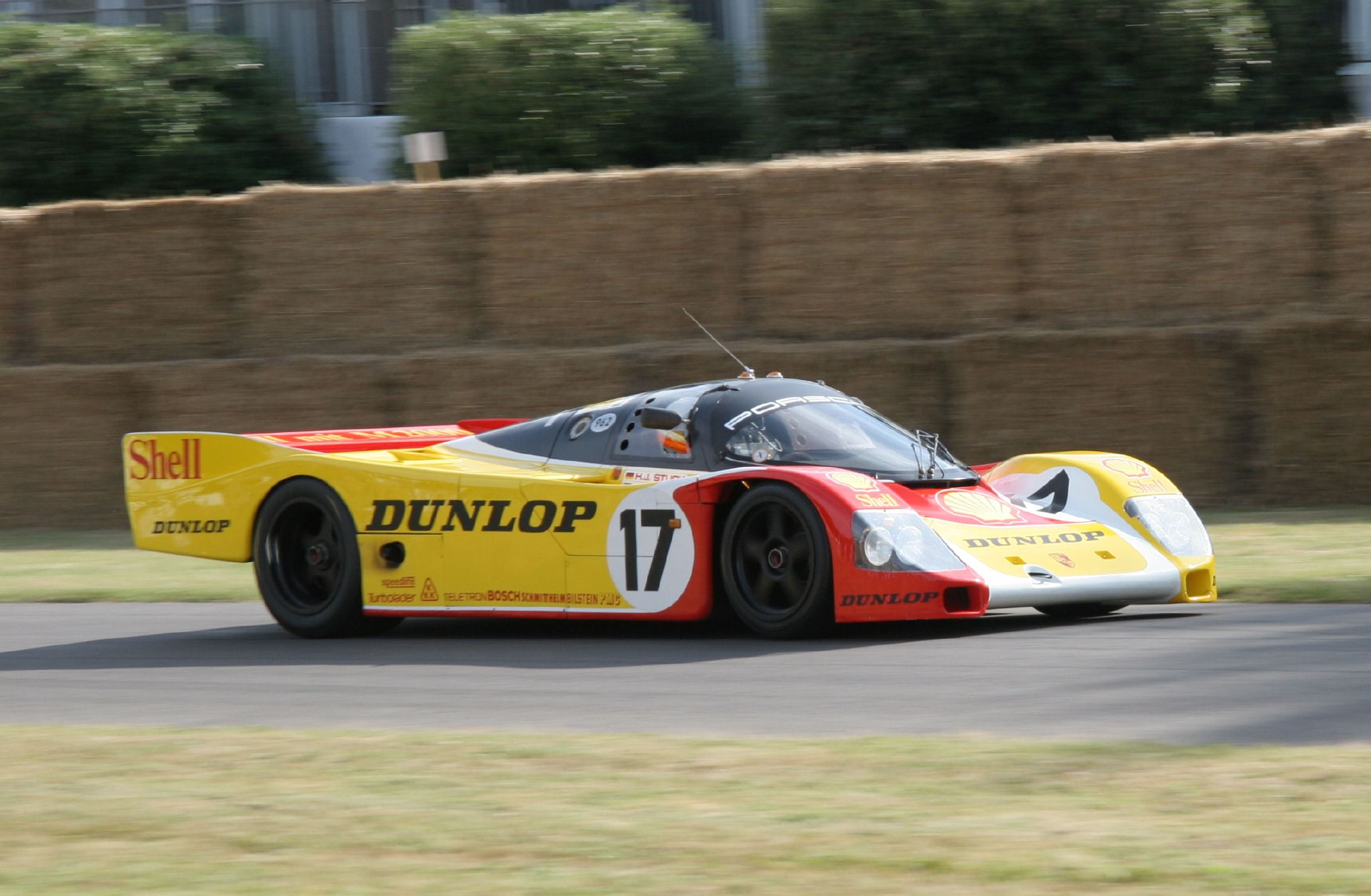
Même voiture, vue de profil.
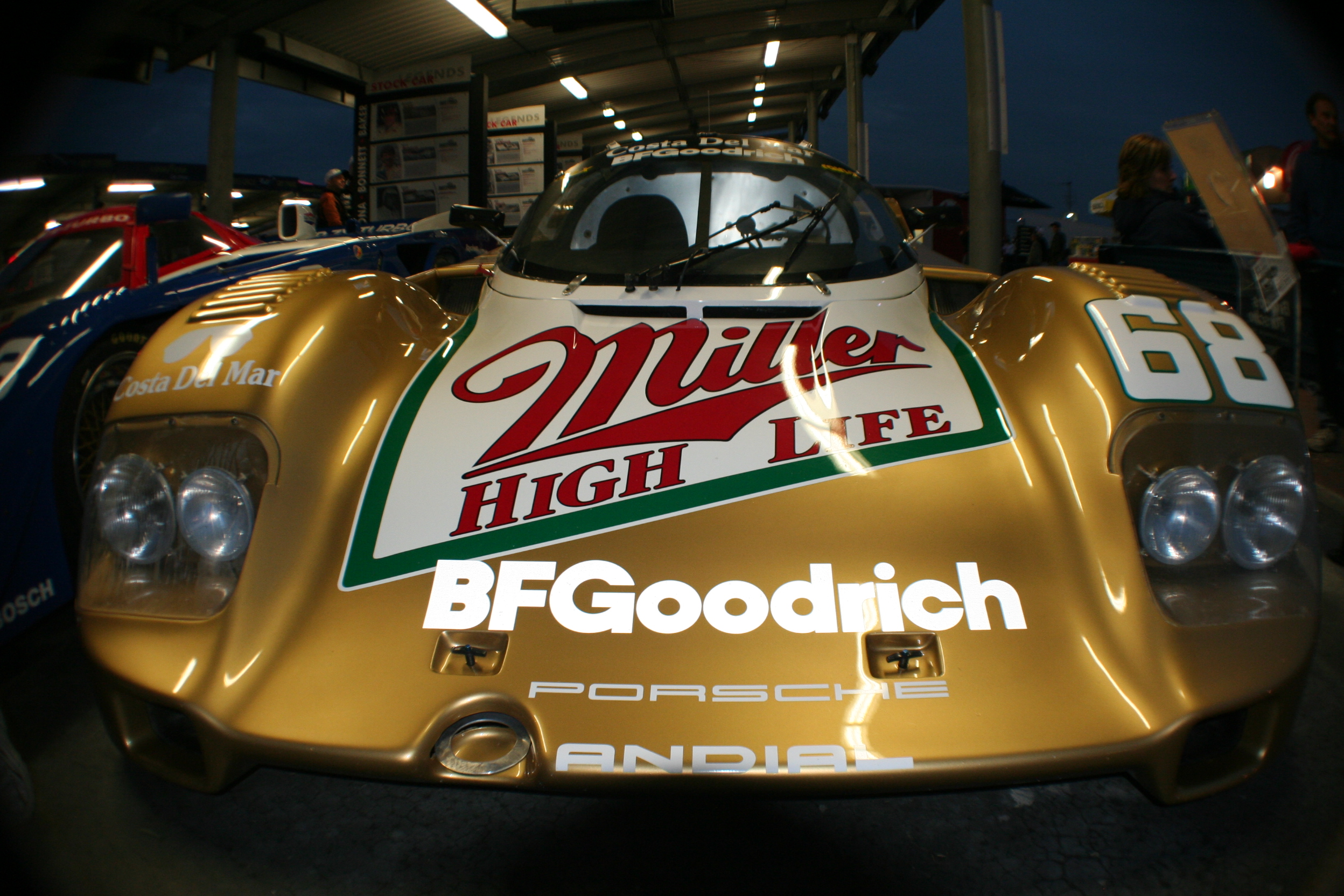
Porsche 962 Miller High Life de Michael et Mario Andretti, en 1989.
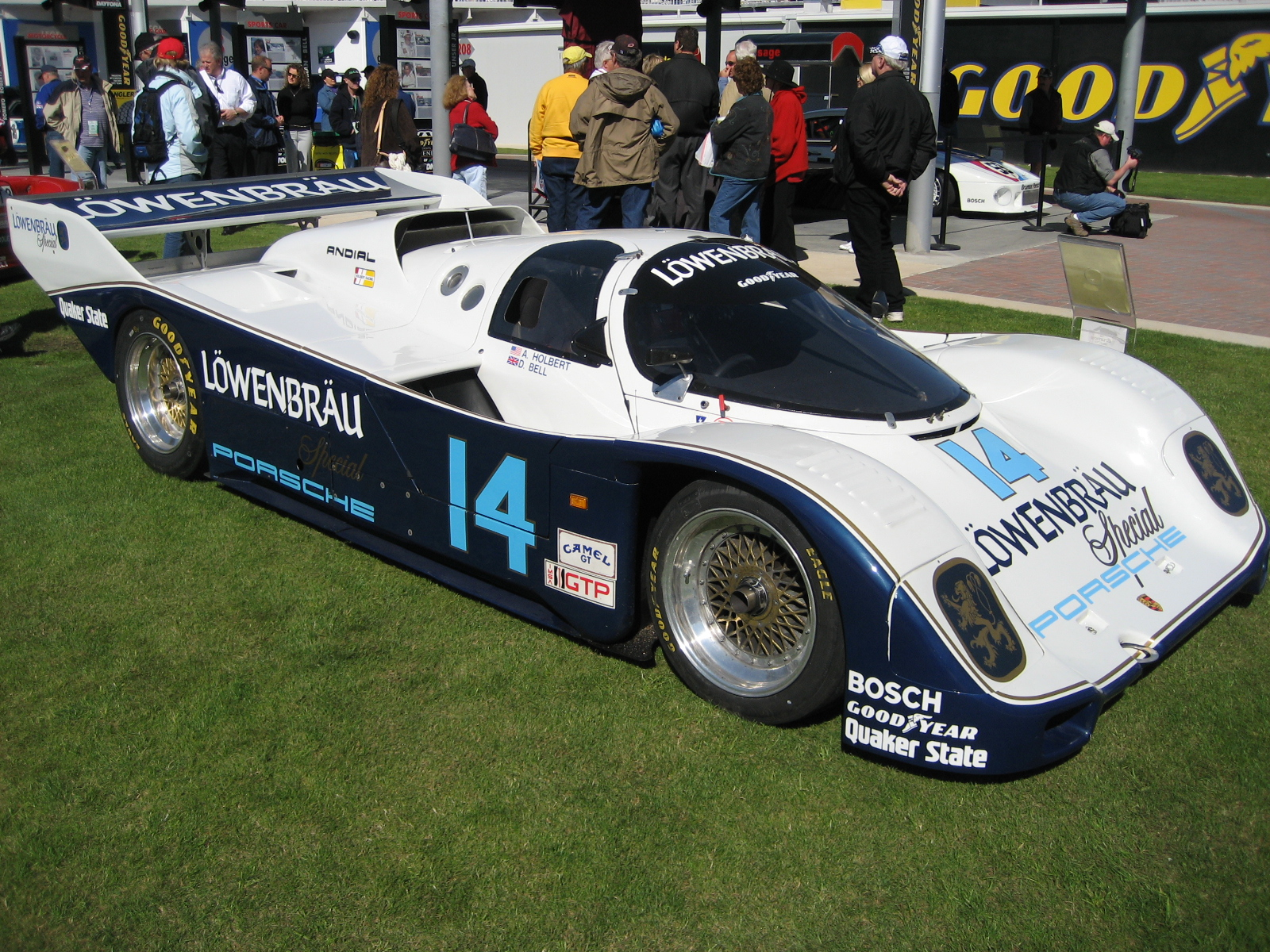
Porsche 962 Löwenbräu d'Al Holbert.
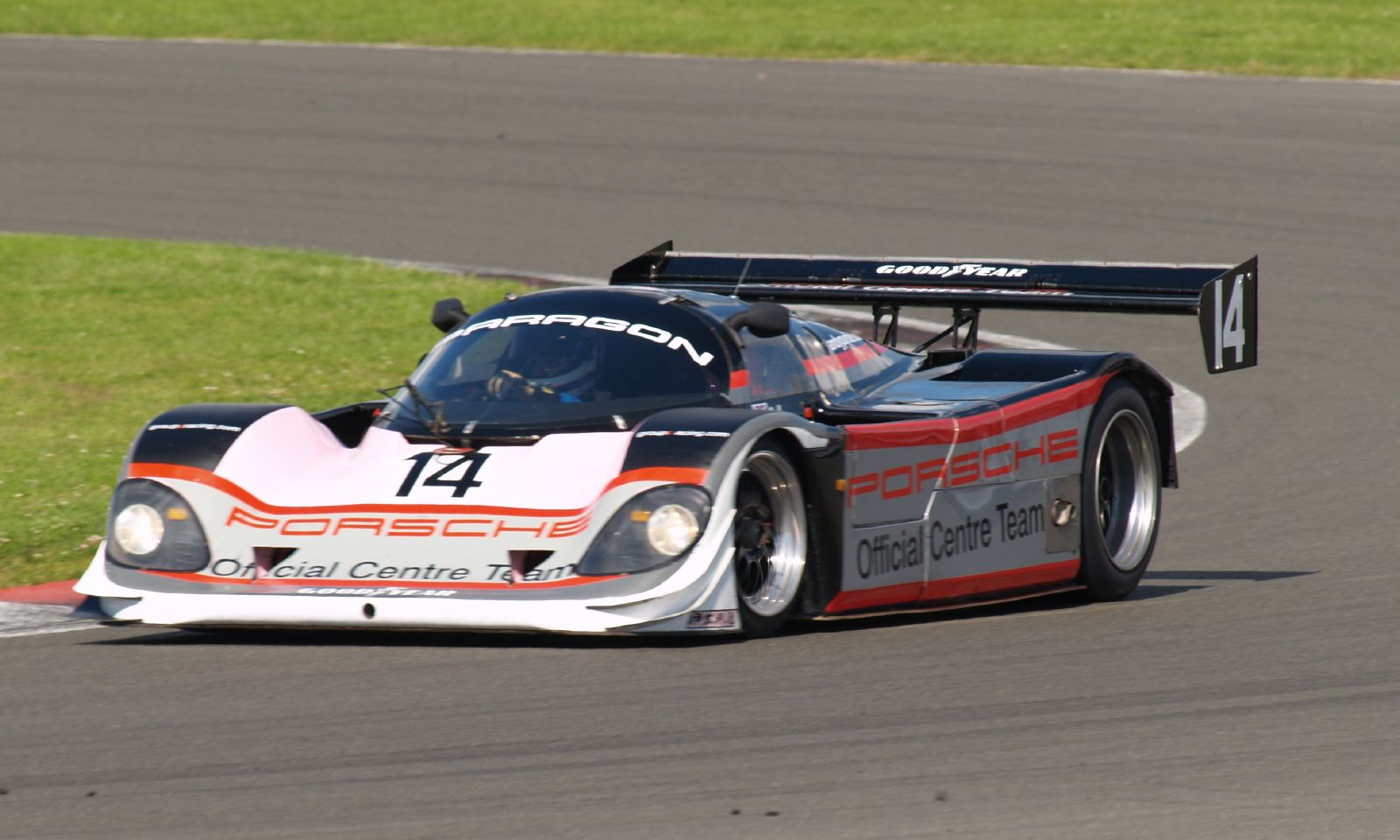
Porsche 962C GTi de Richard Lloyd.
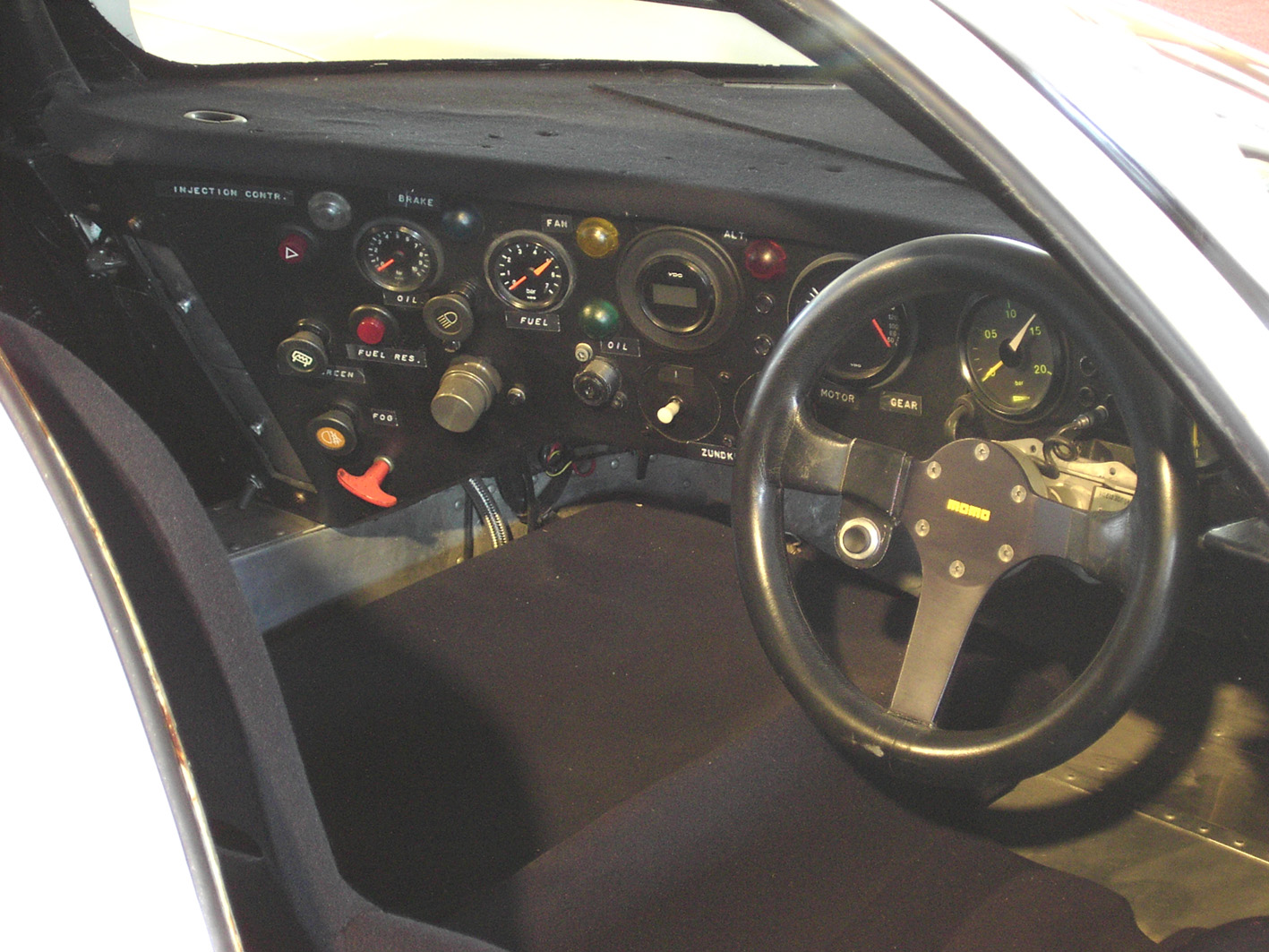
Intérieur d'une 962 IMSA Coupé pilotée par Mario Andretti (Porsche Museum).